# Cochlospermum
Cochlospermum, biljni rod u porodici orelanovki. Priznato je desetak vrsta drveća, grmlja, polugrmova i rizomatoznog bilja, koje raste po tropskim dijelovima Afrike, Amerike, Azije, te u Australiji.

## Opis
Cochlospermum je rod tropskog drveća nekada smješten u vlastitu porodicu Cochlospermaceae. Poznato je oko 15 vrsta, od kojih se 3 pojavljuju na sjeveru sve do sjevernog Meksika i jugozapada Sjedinjenih Država. Drvo C. vitifolium, koje se nalazi u Srednjoj Americi i Karibima, ima svijetložute cvjetove u obliku šalice promjera oko 10 cm (4 inča). U nekim se krajevima od njegove kore izrađivali konopce. Nekoliko vrsta daje boju. Sjemenke C. angolense, afričke vrste, daju crvenu boju; korijenje C. planchoni, također afričkog, daje žutu boju; i C. gossypium (Indija i Burma) proizvodi gumu koja može zamijeniti gumu tragacant.

## Vrste
1. Cochlospermum angolense Welw. ex Oliv.
2. Cochlospermum arafuricum Cowie & R.A.Kerrigan
3. Cochlospermum fraseri Planch.
4. Cochlospermum gillivraei Benth.
5. Cochlospermum gonzalezii (Sprague & L.Riley) Byng & Christenh.
6. Cochlospermum intermedium Mildbr.
7. Cochlospermum macnamarae Hislop, K.R.Thiele & Brassington
8. Cochlospermum malvifolium (A.Gray) Byng & Christenh.
9. Cochlospermum noldei Poppend.
10. Cochlospermum orinocense (Kunth) Steud.
11. Cochlospermum palmatifidum (DC.) Byng & Christenh.
12. Cochlospermum planchonii Hook.f. ex Planch.
13. Cochlospermum regium (Schrank) Pilg.
14. Cochlospermum religiosum (L.) Alston
15. Cochlospermum tetraporum Hallier f.
16. Cochlospermum tinctorium Perrier ex A.Rich.
17. Cochlospermum vitifolium (Willd.) Spreng.
18. Cochlospermum wittei Robyns
19. Cochlospermum wrightii (A.Gray) Byng & Christenh.

## Sinonimi
- Amoreuxia Moc. & Sessé ex DC.
- Azeredia Arruda ex Allemão
- Euryanthe Cham. & Schltdl.
- Maximilianea Mart. ex Schrank
- Wittelsbachia Mart. & Zucc.